# Stewart International Airport
Lo Stewart International Airport (IATA: SWF, ICAO: KSWF) è un aeroporto civile e militare statunitense che si trova a 97 km da New York ed è utilizzato attualmente solo per voli domestici. Dal giugno 2017 fino al 2021 la compagnia Norwegian Air International vi ha operato voli low cost intercontinentali tra questo aeroporto e l'Aeroporto di Belfast-Aldergrove, l'Aeroporto Internazionale di Dublino, l'Aeroporto di Edimburgo e l'Aeroporto Internazionale di Shannon, commercializzando lo scalo come Aeroporto di New York-Stewart. Oggi gli unici voli con l'Europa attivi, sono quello operato da Play tra l'Aeroporto Internazionale di Keflavík in Islanda con l'aeroporto Stewart, e quello operato da Atlantic Airways tra l'Aeroporto Internazionale di Vagàr nelle Isole Fær Øer con l'aeroporto Stewart.

## Statistiche
Questo grafico non è disponibile a causa di un problema tecnico.
Si prega di non rimuoverlo.
Vedi la query Wikidata di origine.